# Сюллалагт
Сю́ллалагт (ест. Süllalaht) — природне озеро в Естонії, у волості Ляене-Сааре повіту Сааремаа.

## Розташування
Сюллалагт належить до Західно-острівного суббасейну Західноестонського басейну.
Озеро лежить на південь від села Йиґела.
Акваторія водойми входить до складу заказника Карала-Пілґузе (Karala-Pilguse hoiuala). На озері охороняється місце постійного проживання орлана-білохвоста.

## Опис
Загальна площа озера становить 42,2 га. Довжина берегової лінії — 5 679 м.